# A Ponte de Waterloo (1959)
A Ponte de Waterloo foi uma telenovela semanal (com apenas 5 capítulos) de Geraldo Vietri, baseada em peça de Robert E. Sherwood, exibida na TV Tupi em 1959.
Vietri ainda dirigiria um remake homônimo em 1967, na mesma emissora.

## Sinopse
A guerra faz uma bailarina perder seu amor (um soldado) e seu emprego, levando-a a se prostituir.

## Elenco
- Amilton Fernandes
- Vera Nunes